# Принцип на Паули
Принципът на Паули, известен също като принцип на забраната е принцип в квантовата механика, формулиран от Волфганг Паули през 1925 г. Според него в дадена квантова система не е възможно да съществуват едновременно два фермиона с еднакво квантово състояние, т.е. да се характеризират с четири еднакви квантови числа. Принципът е един от най-важните във физиката, защото основните частици на заобикалящата ни материя (протони, електрони и неутрони) са фермиони.
Много характеристики на материята се основават на принципа на Паули – от електронната структура на атома, Периодична система на елементите на Менделеев и химическото взаимодействие, до процесите във вътрешността на неутронните звезди и белите джуджета.
Математически принципът на Паули е следствие от определението на вълновата функция за система от еднакви частици – тя може да бъде или симетрична, или антисиметрична (в зависимост от спина на частиците). Частиците с антисиметрична вълнова функция, фермионите, се подчиняват на принципа на забраната. Частиците с целочислен спин, бозоните (напр. фотони), могат да заемат еднакви квантови състояния.

## Следствия от принципа на Паули
1. В дадено атомно състояние, което се характеризира с определени стойности на n, l, m, ms, може да има само един електрон;
2. В атомна орбитала, която е определена от дадени стойности на n, l, m, може да има най-много два електрона, но с противоположни спинове;
3. Максималният брой електрони в даден подслой е равен на броя на орбиталите му (2l+1) умножен по две: 2(2l+1);
4. Максималният брой електрони в даден слой е равен на сумата от максималния брой електрони в неговите подслоеве. Той е равен на 2n2;